# Ruslan Surodin
Ruslan Andreyevich Surodin (tiếng Nga: Руслан Андреевич Суродин; sinh ngày 26 tháng 10 năm 1982) là một cầu thủ bóng đá người Nga. Hiện tại anh thi đấu cho FC Pskov-747.

## Sự nghiệp câu lạc bộ
Anh có màn ra mắt tại Giải bóng đá ngoại hạng Nga năm 2001 cho FC Chernomorets Novorossiysk. Anh thi đấu 1 trận tại Cúp UEFA 2001–02 cho FC Chernomorets Novorossiysk.
Vào ngày 11 tháng 4 năm 2009, trong trận đấu của Surodin cho FC Nosta Novotroitsk trước FC Chernomorets Novorossiysk, một cổ động viên của Chernomorets tràn vào sân và chạy đến thủ môn phía thủ môn của Nosta. Surodin đã đấm cổ động viên đó.